# Ignaz Netzer
Ignaz Netzer (* 9. Oktober 1956 bei Wangen im Allgäu) ist ein deutscher Blues-Gitarrist, Mundharmonikaspieler sowie Singer-Songwriter aus Hohenlohe.

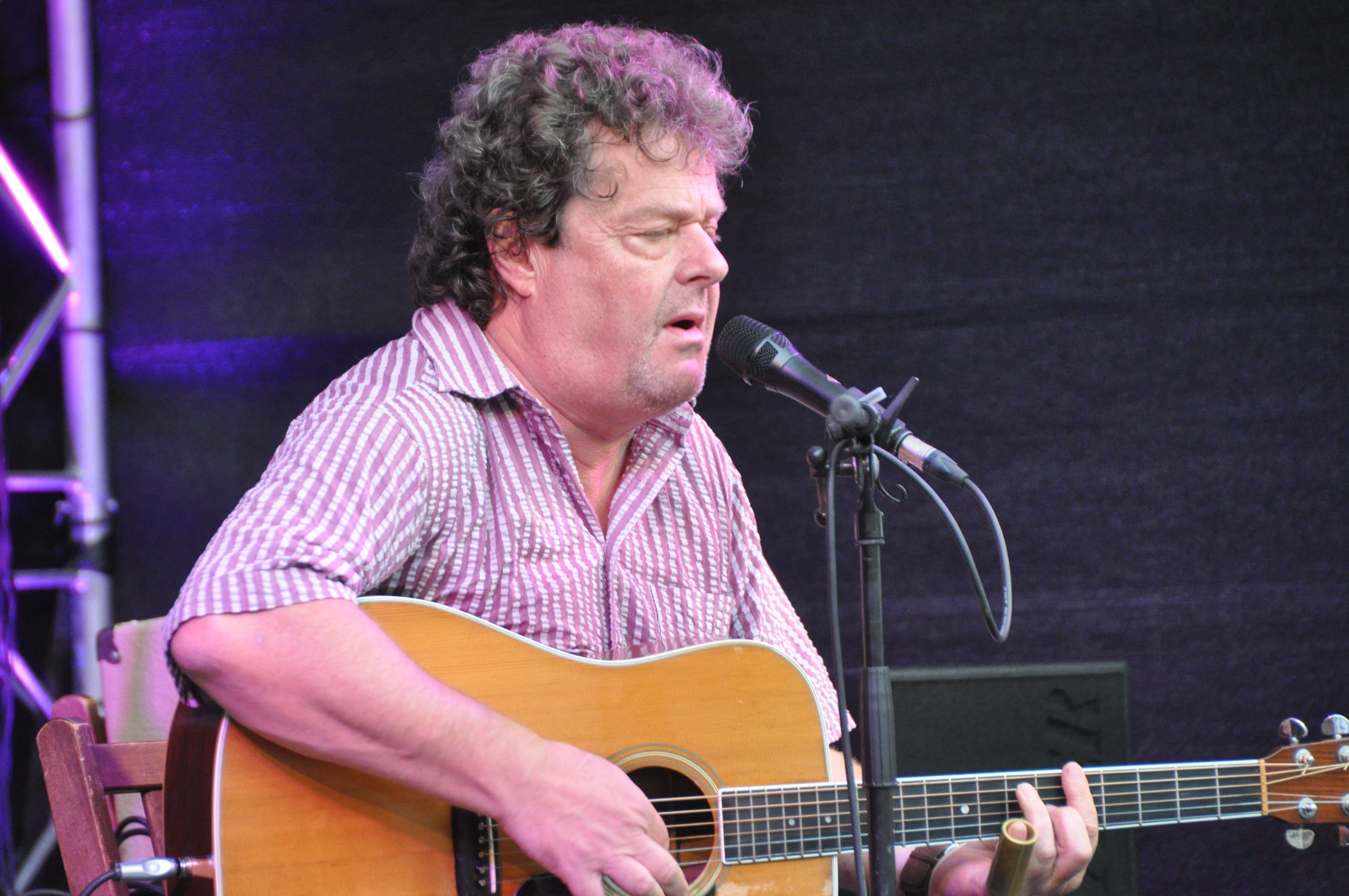
Ignaz Netzer - Blacksheep Festival 2014

## Leben und Musik vor 1976
Ignaz Netzer bekam als Kind klassischen Gitarrenunterricht. Als Teenager entdeckte er den Blues – einen Musikstil, der ihn bis heute prägt. Zusammen mit zwei Freunden gründete der jugendliche Netzer 1970 die Chicago-Blues-Band Firma Kischke. 1971 fand das erste öffentliche Konzert statt. Netzer schrieb sozialkritische Texte sowohl auf Englisch als auch auf Schwäbisch. Er spielte damals auch mit Derroll Adams und Colin Wilkie. Der österreichische Rundfunksender Ö3 widmete ihm ein kleines Porträt.

## Studium und Tätigkeit als Lehrer
1976 begann Netzer in Freiburg ein Studium der Germanistik und Geschichte, das er 1982 in Heidelberg abschloss; danach absolvierte er noch eine Ausbildung zum Buchhändler. Von 1990 bis 2001 war er als Lehrer tätig und unterrichtete Deutsch, Geschichte, Englisch und Musik an einer Heilbronner Realschule.

## Wirken als Musiker nach 1976
In Freiburg traf Netzer in diesen Jahren auf Ray Austin, Werner Lämmerhirt, Hannes Wader und Klaus Weiland. Mit dem Liedermacher Dirk Sommer tourte er durch Deutschland und die Schweiz. Großen Einfluss auf seine musikalische Arbeit hatte Alexis Korner. Ab 1978 tourte Netzer mit Gerry Lockran durch Deutschland, die Niederlande und Belgien. Ab 1978 besuchte er die Südstaaten der USA, um dort den Wurzeln des Blues zu folgen. In Clarksdale jammte er mit dem betagten Wade Walton.
Mit dem Pianisten Thomas Scheytt gründete er das Oldtime Blues & Boogie Duo, später auch bekannt als Netzer & Scheytt. Die beiden Schwaben spielten Konzerte auf Jazz- und Blues-Festivals in Europa, so z. B. beim Jazz Ascona, Dixieland Festival Dresden, Blue Balls Festival Luzern und bei der Jazzrallye Düsseldorf.
Zur 3sat-Sendung Concerto Massimo, einer 24-stündigen TV-Dokumentation zur Geschichte des Jazz, wurde Netzer als Blues-Experte eingeladen. Seitdem spielen Barbara Dennerlein, Scheytt und Netzer als Trio in der ungewöhnlichen Besetzung Gesang, Hammond B3, Piano, Gitarre und Mundharmonika.
Mitte der 1990er Jahre traf Netzer auf die tschechischen Musiker Lubos Andrst und Jaromir Helesic. Sie formierten sich mit dem Bassisten Stenjek Tichota zur Powerhouse Blues Band.
Netzer arbeitete auch mit der US-amerikanischen Blues- und Jazzsängerin Jeanne Carroll bis zu ihrem Tod im Jahr 2011. Mit Christian Rannenberg formierten sie das Basic Blues Trio. Sie gaben Konzerte bei Festivals in Deutschland, Österreich, der Schweiz, in Belgien und Luxemburg.
Seit 2001 ist Netzer wieder hauptberuflich Musiker.
Neben seiner Konzerttätigkeit und Arbeit als Komponist ist er heute auch künstlerischer Leiter mehrerer Veranstaltungsreihen, Experte für Vintage-E-Gitarre und Veranstalter von Workshops für Bluesgitarre. Seit 2015 tritt er regelmäßig mit dem Gitarristen Werner Acker und dem Programm "Saitenzauber" auf. 

## Diskografie
- Powerhouse Blues Band
- 1981 Sommer/Netzer: Schnappschuss
  - 1983 Durschd
- Barbara Dennerlein/Ignaz Netzer: Drowning In The Blues
- 1984 Firma Kischke: Nix als the Blues.
- Making Blues: Police Dog Blues
  - Krünetzko
  - You
- Walk On
- Trouble In Mind
- Live Again
- Thomas Scheytt/Ignaz Netzer: My Blues Is My Castle
- 2005 Basic Blues Trio Live

## Auszeichnungen
- 1975: Sieger Nachwuchswettbewerb Bregenzer Folk Festival
- 2001: Audience Award des SWR Hot Jazz Meeting
- 2014: nominiert für den German Blues Award
- 2015: Gewinner des German Blues Award Kategorie solo/Duo
- 2015: Die CD When The Music Is Over wird nominiert für den Preis der Deutschen Schallplattenkritik